# Charlotte Olympia
Pour les articles homonymes, voir Charlotte et Olympia.
Charlotte Olympia est une marque de chaussures et accessoires créée par Charlotte Olympia Dellal en 2008.

## Biographie
Née le 5 juin 1981 au Cap, en Afrique du Sud, Charlotte Olympia Dellal est une créatrice de chaussures et accessoires de luxe. Elle est la fille ainée du mannequin brésilien Andrea de Magalhaes Vieira et du promoteur immobilier Guy Dellal. Charlotte a trois frères et sœurs : Alexander (né en 1983), Alice (née en 1987), et Max (né en 1990). Elle a grandi avec sa famille à Paris, Rio de Janeiro et Londres.
Elle fréquente l’école Bedales, située dans le Hampshire. À dix-huit ans, elle intègre le London College of Fashion afin d’y suivre des cours préparatoires, avant d’obtenir à la Cordwainer (en), une université londonienne à la renommée mondiale, un diplôme en création de chaussures et accessoires. C’est en 2008 qu’elle lance sa marque, aujourd’hui basée à Londres. C’est dans cette ville qu’elle vit actuellement avec son mari, Maxim Crewe qu’elle a épousé en 2010, et leurs trois fils.

## Histoire
Charlotte Olympia débute sa marque portant son nom après avoir été diplômée de la Cordwainer, une université londonienne à la renommée mondiale enseignant à ses élèves l’art de créer chaussures et accessoires. Attirée par le monde de la mode depuis son plus jeune âge, elle éprouve, dès sa première année d’études, une passion pour l’industrie des chaussures et décide alors d’en faire sa spécialité. Elle présente sa première collection de chaussures en février 2008 lors de la London Fashion Week. En 2010, une première boutique est ouverte au Maddox Street de Londres, suivie d'une seconde un an plus tard à New York, et d’une troisième en juillet 2013 à Los Angeles. En 2014, deux nouvelles boutiques sont ouvertes : une à Miami.

## Marque
Charlotte Olympia tire généralement son inspiration de l’ère glamour d’Hollywood et des stars de cinéma des années 1940 et 1950. Elle se focalise principalement sur des chaussures au sens de l’humour prononcé. En hommage à son livre d’enfance préféré La toile de Charlotte, écrit par E. B. White, chaque chaussure porte, sur sa semelle, une toile d’araignée de couleur or. La marque est connue pour ses différents modèles comme, par exemple, le modèle Dolly pour sa plate-forme en forme de cœur, le modèle Kitty Flats représentant des têtes de chat, ou encore les Pandora, des pochettes en plexi déclinées différemment au fil des collections. Toutes les chaussures et accessoires sont fabriqués à la main en Italie.
Bien que principalement axée sur les chaussures et accessoires féminin, la marque propose également une collection pour les enfants appelée Incy, et pour les hommes appelée Tom Cat. Chaque année, quatre collections saisonnières sont présentées, et six sont maintenues de façon permanente (Encore, Runaway Bride, To Dye For, Cosmic, Incy, Tailor Made, 9 till 5, ainsi qu'une collection de sacs en cuir). Au cours de ses différentes collections, Charlotte Olympia collabore avec d'autres marques comme Agent Provocateur, Veuve Clicquot et Archie Cosmic ou encore avec des créateurs de bijoux comme Tom Binns et Solange Azagury Partridge. En plus de ses propres boutiques, la marque est aussi disponible chez Selfridges, Harrods, Bergdorf Goodman, Neiman Marcus, Pedder, Isetan, Printemps, Beymen et Net-A-Porter.

## Prix
- 2008 : Parrainage par le British Fashion Council (NewGen)[11]
- 2010 : Créatrice émergente de l’année (Footwear News Achievement Awards)[12]
- 2011 : Prix de la créatrice d’accessoires de l’année (British Fashion Awards)[13]
- 2012 : Prix de la créatrice d’accessoires de l’année (Glamour Women of the Year) ; prix de la créatrice de l’année (Footwear News Achievement Awards) ; prix de la créatrice de chaussures et accessoires (WGSN Global Fashion Awards)